# Ausleben
Ausleben ist eine Gemeinde im Landkreis Börde in Sachsen-Anhalt (Deutschland). Sie gehört der Verbandsgemeinde Westliche Börde an, die ihren Sitz in der Stadt Gröningen hat.

## Geografie
Die Gemeinde Ausleben liegt zwischen der Stadt Oschersleben (Bode) und dem niedersächsischen Schöningen. Das Gebiet zwischen Magdeburger Börde und dem Höhenzug Elm ist durch ein fruchtbares Hügelland gekennzeichnet, das sich vom Lappwald im Norden über das Hohe Holz nach Südosten fortsetzt. Das Gelände fällt nach Süden zum Großen Graben (zwischen Bode und Großem Bruch) auf ca. 90 m ü. NN ab. Der höchste Punkt in der Gemarkung Ausleben ist der Bullenberg nahe Üplingen (210 m ü. NN). Der Ortsteil Ottleben liegt am Osterbach, der in den Düsteren Beek mündet, der durch die Ortsteile Ausleben und Warsleben fließt und vom Garten Eden bzw. vom Bullenberg kommt.
Umgeben wird Ausleben von den Nachbargemeinden Völpke im Norden, Eilsleben im Nordosten, Oschersleben (Bode) im Südosten, Am Großen Bruch im Süden sowie Hötensleben im Nordwesten.

### Gemeindegliederung
Zur Gemeinde Ausleben gehören die Ortsteile:
- Ausleben
- Ottleben
- Üplingen
- Warsleben

Warsleben, Ausleben und Ottleben liegen dicht beieinander, sodass sich ein fast geschlossener Ort auf 3,5 km Länge ergibt. Üplingen liegt 2,5 km nördlich von Warsleben. Seit 1950 bilden die vier Ortsteile die Gemeinde Ausleben.

## Geschichte

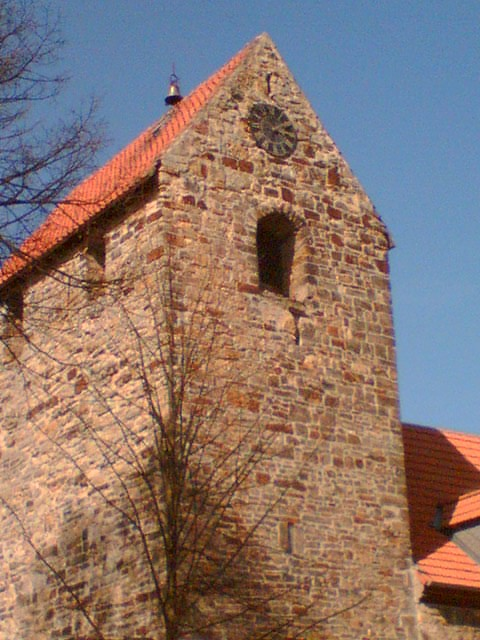
Evangelische Kirche in Ottleben

Der Ort Ausleben taucht 1208 erstmals in einer Besitzurkunde auf; die Ersterwähnung der Ortsteile: Üplingen 1049, Ottleben 1108 und Warsleben 1112. Die Auslebener St.-Petri-Kirche stammt aus dem Jahr 1781 und wurde in den letzten Jahren grundlegend saniert. Im Ortsteil Ottleben gibt es mit der St.-Stephani-Kirche eine alte Wehrkirche. Die Warslebener Kirche wurde 1699 errichtet, die Üplinger Dorfkirche, die Ende des 18. Jahrhunderts geweiht wurde, ist ein in Deutschland seltener Oktogonbau.

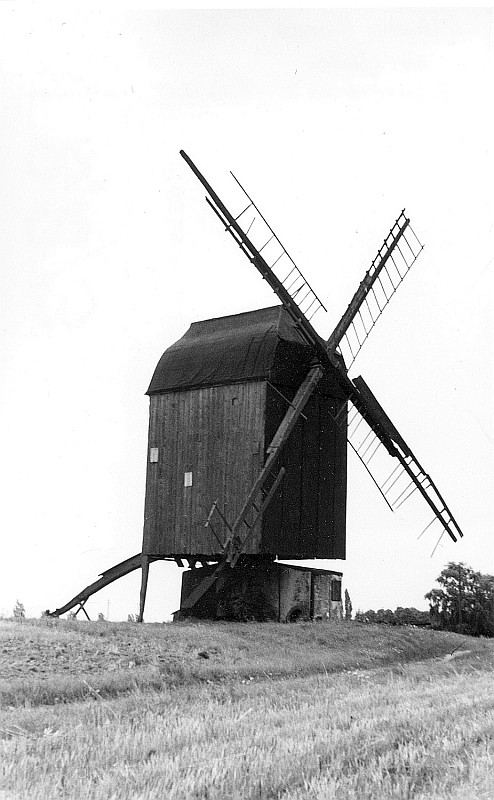
Mühle Trog, Baujahr 1848, Aufnahme 1973

In der Geschichte oft wechselnder Herrschaften hatte Ausleben insbesondere im Dreißigjährigen Krieg stark zu leiden. In der Zeit der allmählichen wirtschaftlichen Erholung ab Mitte des 17. Jahrhunderts entstanden mehrere Windmühlen im heutigen Gemeindegebiet, von denen die Bockwindmühlen in Ausleben (1702) und Ottleben (1632) bis heute erhalten werden konnten. Seit 1813 wird im Gut Üplingen eine Brennerei betrieben.
Am 30. September 1928 wurde der Gutsbezirk Ottleben mit der Landgemeinde Ottleben vereinigt und der Gutsbezirk Üplingen wurde mit der Landgemeinde Warsleben zur neuen Landgemeinde Warsleben vereinigt. Am 20. Juli 1950 wurden die Gemeinden Ottleben und Warsleben (mit dem Ortsteil Üplingen) in Ausleben eingemeindet.
Seit 1951 befindet sich im Ortsteil Ottleben die katholische Kirche St. Johannes Baptist, errichtet in einem ehemaligen Kuhstall.
Ausleben ist heute Grund- und Sekundarschul-Standort. Im Rahmen der Dorferneuerung wurde in den letzten Jahren unter anderem ein neues Feuerwehrhaus eingeweiht, das auch von den Freiwilligen Feuerwehren der Ortsteile genutzt wird. Auch das Naturbad in Warsleben wurde umfangreich saniert.
Freiwillige Feuerwehren, Schützenverein, Gartenverein, Sportverein sowie Reit- und Fahrverein prägen das Gemeindeleben, zu dem das traditionelle Kartoffelfest in Warsleben gehört. Jeweils am 2. Pfingsttag findet um die Ottlebener Mühle im Rahmen des Tages des offenen Denkmals ein Mühlenfest mit Schaumahlen statt.

## Politik

### Wappen
Das Wappen wurde am 28. April 1995 durch das Regierungspräsidium Magdeburg genehmigt.
Blasonierung: „In Silber eine rote Windmühle auf grünem Dreiberg.“
Beim Flaggengenehmigungsverfahren im Jahre 2001 wurde die rote Windmühle leicht geändert. Der Dreiberg blieb davon unberührt, sodass die Blasonierung des Wappens nicht überarbeitet werden musste.

### Flagge
Die Flagge wurde am 7. Dezember 2001 durch das Regierungspräsidium Magdeburg genehmigt.
Die Hissflagge ist senkrecht Rot – Weiß (1:1) gestreift und mit dem Gemeindewappen belegt.

### Politischer Streitpunkt
Der Ortsteil Ausleben-Üplingen ist einer der Standorte, für die das BVL im Mai 2008 die Anpflanzung von gentechnisch verändertem Sommerweizen durch die Universität Rostock genehmigt hat. Das anzupflanzende Getreide soll gegen den Weizen-Flugbrand, ein pflanzenpathogener Pilz, resistent sein. Das auf den Weizen übertragene Gen entstammt einem Pflanzenvirus, das im Pilz des Maisbeulenbrandes zu finden ist. 7400 Einsprüche gegen den Testanbau wurden vom BVL letztendlich in die Versuchsgenehmigung eingearbeitet und/oder zurückgewiesen.

## Religionen

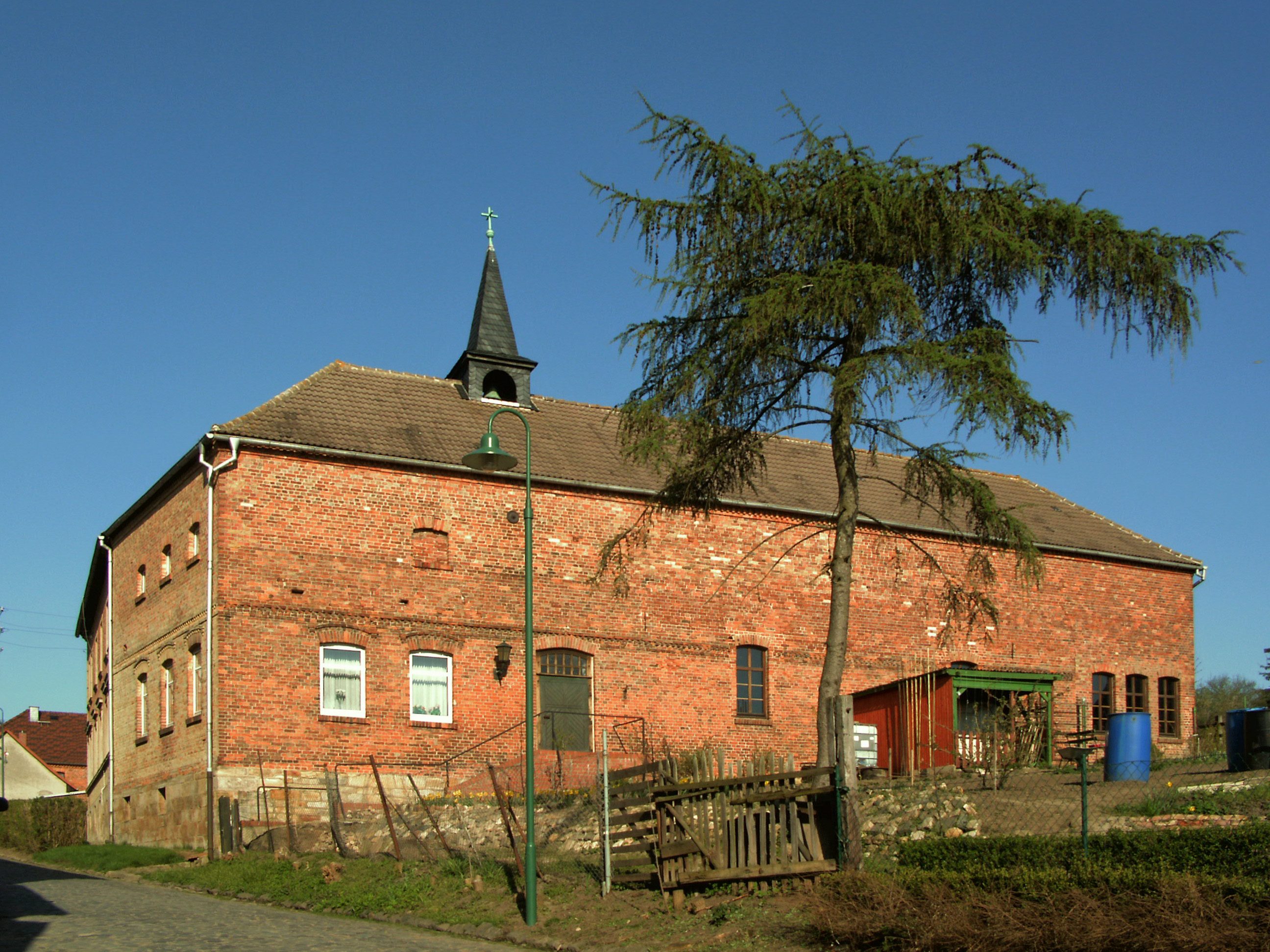
Katholische Kirche in Ottleben

Evangelisch-lutherische Kirchen befinden sich in allen vier Ortsteilen, sie gehören zum Kirchspiel Hamersleben: St. Petri in Ausleben, St. Stephani in Ottleben, St. Marien in Warsleben, und die Kirche in Üplingen.
Die katholische Kirche St. Johannes Baptist, benannt nach Johannes dem Täufer, befindet sich in Ottleben. Sie wurde 1951 in einem ehemaligen Kuhstall errichtet und gehört heute zur Pfarrei St. Marien mit Sitz in Oschersleben.
Die neuapostolische Gemeinde Ausleben bestand seit 1952.

## Sehenswürdigkeiten

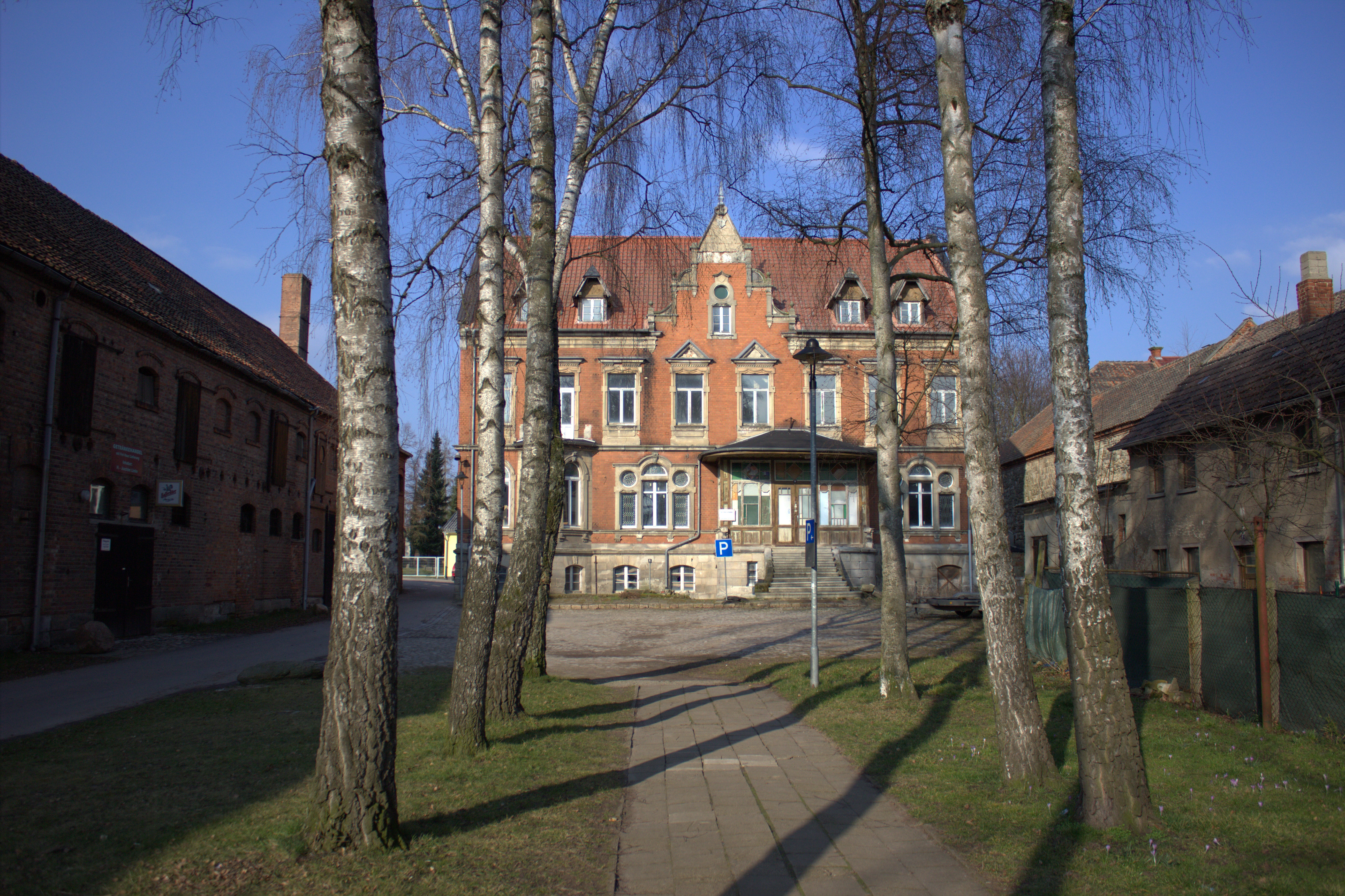
Ehemalige Zentralschule

Die in der Gemeinde befindlichen Kulturdenkmale sind in der Liste der Kulturdenkmale in Ausleben eingetragen, die Bodendenkmale in der Liste der Bodendenkmale in Ausleben.
- achteckige Dorfkirche Üplingen
- ehemaliges Schloss Trautenburg in Ottleben aus dem Jahr 1575 – heute Kindertagesstätte
- ehemalige Zentralschule in Ausleben – heute leerstehendes denkmalgeschütztes Gebäude mit nicht bekannter weiterer Nutzungsabsicht
- Schaugarten Üplingen – moderne Pflanzenzüchtung, vor allem mit gentechnisch veränderten Sorten

## Verkehrsanbindung
Ausleben liegt etwa drei Kilometer von der Bundesstraße 245 entfernt, es bestehen Straßenverbindungen in die umliegenden Ortschaften Oschersleben (Bode), Seehausen, Schöningen und Helmstedt. Die Bundesautobahn 2 ist rund 20 Kilometer entfernt (Anschlussstelle Helmstedt). Die Bahnstrecke Oschersleben–Schöningen, an der der Bahnhof Ausleben lag, ist stillgelegt. Der nächste Schienenverkehrshalt ist der in elf Kilometern Entfernung gelegene Bahnhof Oschersleben (Bode) an der Bahnstrecke Magdeburg–Thale.

## Persönlichkeiten
- Georg Wilhelm Wahnschaffe (1710–1791), Drost und vielfacher Domänen- und Rittergutsbesitzer
- Heinrich Gans (1890–1973), Landschaftsmaler[6]
- Walter Möllenberg (1879–1951), Archivar und Historiker
- Franz-Josef Sontag (1883–1961), Journalist und Schriftsteller
- Magdalene Siebenbrodt (1920–2007), Sprachwissenschaftlerin, Germanistin